# Engin de débarquement amphibie rapide
L'engin de débarquement amphibie rapide ou EDA-R (anciennement Landing catamaran ou L-Cat) est une embarcation de débarquement à haute vitesse de type catamaran conçue par les Constructions navales et industrielles de la Méditerranée (CNIM). Réalisé par la Socarenam à Saint-Malo, il est commandé à quatre exemplaires le 15 juin 2009 pour la Marine française, et en deux exemplaires pour la Marine russe, qui ont été ensuite rachetés par la marine égyptienne à la suite de l'affaire des Mistral.

## Historique
L'engin de débarquement amphibie rapide est le résultat d'un concours lancé en 2000 par la Délégation générale pour l'Armement (DGA), visant réfléchir à un nouveau chaland de débarquement, mais abandonné en 2003. C'est alors que les Constructions navales et industrielles de la Méditerranée décident de le réaliser sur fonds propres. Labellisé par le pôle régional Mer PACA, il n'a cependant pas bénéficié de financement public. Le prototype, construit par les chantiers navals Gamelin, rejoint par ses propres moyens le port militaire de Toulon le 14 octobre 2008, après avoir contourné l'Espagne et franchi le détroit de  Gibraltar, où il effectue des manœuvres de plageage.
Le premier modèle est livré à la DGA le 24 novembre 2011

## Caractéristiques

L'engin de débarquement amphibie rapide se compose de deux coques et d'une plateforme de chargement centrale de 23 mètres de long sur 6,9 mètres de large. Quatre vérins hydrauliques permettent à cette plateforme de type Roll on-Roll off (chargeant et déchargeant sa cargaison par l'avant ou l'arrière, contrairement aux CTM et CDIC) de monter (en transit) ou descendre (en débarquement). Opérable depuis les 3 BPC de classe Mistral, il peut embarquer une charge de 80 tonnes, soit 1 char de combat Leclerc, ou 2 véhicules blindés de combat d'infanterie ou encore 6 véhicules de transport de troupes VAB.
La combinaison catamaran et fond plat permet à la fois de bonnes performances, sans sur-motorisation, une bonne tenue à la mer (sans dépasser mer de force 5 : bonne brise) en navigation courante et un tirant d'eau très réduit en mode plageage. La construction en aluminium permet une importante réduction de poids et une maintenance facilitée par l'absence de corrosion. 
Les portes rampes permettent de débarquer sur des plages d'un gradient supérieur à 2 % ou des quais d'une hauteur inférieure à 1 m, elles permettent ainsi des transferts Roll on-Roll off de porte à porte identiques à ceux pratiqués avec le chaland Pythéas 2 par les marins-pompiers de Marseille pour intervenir sur les jetées. Les conditions de transport des véhicules sont compatibles avec les standards OTAN même par mer agitée, comme l'a prouvé sa traversée du détroit de Gibraltar.
Le prototype, équipé de quatre moteurs MTU de 1 200 kW, effectue le 6 décembre 2008 à Saint-Mandrier-sur-Mer des essais de plageage par petit fond et mer formée et d'entraînement de l'équipage à pleine charge (110 tonnes). D'autres essais de manœuvrabilité, de vitesse et de plageage ont lieu à la mi-décembre 2008 en rade de Toulon au profit de la Marine nationale et de la DGA. Des essais de débarquement de véhicules (un camion militaire et deux 4x4, soit 34 tonnes de fret) ont lieu le 28 janvier 2009.
Des tests d'enradiage ont eu lieu sur le Mistral le 16 février 2009. L'enradiage et le dériadage ont été effectués.
La version du L-Cat acceptée par la DGA dans le cadre de l'appel d'offres EDA, désormais appelé EDA-R, est équipée des moteurs du prototype, elle dispose de divers aménagements spécifiques à la Marine nationale qui grèvent la charge utile de fret, désormais fixée autour de 80 t. Le transit s'effectuera à 18 nœuds à pleine charge et 25 nœuds à vide. Elle dispose de plus d'espace pour l'équipage et l'équipement, d'un blindage, d'affûts pour les armes de bord — deux 12,7 mm et deux 7,62 mm —, et de systèmes de transmission militaires. La charge utile restante est de 80 t en mode catamaran et de 100 t en mode chaland. Rebaptisé Engin de Débarquement Amphibie Rapide, le L-Cat est commandé à huit exemplaires (dont quatre fermes) par la Marine nationale pour un montant de 125 millions d'euros dans le cadre du Plan de relance de l'économie française.
En juin 2015, la traversée Continent-Corse a été effectuée dans le cadre d'un exercice et pour vérifier la capacité de transit de l'embarcation.

## Export
Les Constructions navales et industrielles de la Méditerranée entendent séduire dès 2009 les marines soucieuses de modifier leur batellerie, sans pour autant s'engager dans l'achat d'aéroglisseurs coûteux à l'achat et à entretien, tels le LCAC américain ou le Zoubr russe. La marine royale australienne est intéressée pour équiper ses LHD de classe Canberra.
Le prospect le plus intéressant concernait bien entendu la batellerie des BPC qui devaient être exportés en Russie. La Russie avait en effet acheté 2 EDA-R, dont l'achèvement était prévu pour le début de 2015. Cet achat aurait complété les 4 chalands de transport de matériel (CTM-NG) pour équiper le BPC Vladivostok (la commande des 4 engins suivants, destinés au Sebastopol, n'étant pas acquise en octobre 2014, à cause des tensions dues à la crise ukrainienne).
L'affaire des Mistral abouti à la revente des deux navires à la Marine égyptienne. La batellerie des Mistral fait partie de la transaction. Ainsi, depuis 2016, la marine égyptienne met en œuvre deux EDA-R.

## Variantes et dérivés de la technologie
Le travail de développement du L-cat a permis de concevoir d'autres bateaux basés sur le même concept,.
- le L-Cat 2, similaire au L-Cat, est plus large (15 m) et plus long (42 m) avec une charge utile en fret ou véhicules de 200 tonnes, mais est toujours enradiable ;

- le Multipurpose Patrol Craft (MPC), d'une longueur de 30 m, large de 14 m, est similaire au L-Cat mais dispose d'une passerelle couverte barrant l'arrière et d'un pont supplémentaire sur les demi-coques. Il n'est plus enradiable mais permet d'héberger 12 marins et 14 passagers, en plus des 60 tonnes de charge utile, fret ou véhicules, ainsi que de deux conteneurs EVP sur l'emplacement prévu au centre de chaque demi-coque. Le MPC est ballastable permettant d'immerger tout ou partie de la plateforme en position basse et ainsi de mettre à l'eau des embarcations légères ou véhicule amphibie. Un modèle similaire mais de 60 m de long et 17 m de large, permet d'accueillir en plus, organiquement, un hélicoptère léger sous hangar, 20 marins et 40 passagers ;

- le Multipurpose Projection Vessel (MPV), d'une longueur de 90 m, est une unité hauturière entièrement pontée reprenant la plateforme mobile pour stocker des véhicules ou du fret sur 500 m2 sous 5 m de plafond, mais aussi de grands hébergements pour l'équipage, les passagers, une plateforme hélicoptère et un grand hangar pour NH90 et les commodités qu'on trouve sur un patrouilleur. D'une autonomie de 12 000 milles en transit et naviguant dans des mers force 7, il est destiné autant au transport militaire lourd sur de longues distances qu'à l'aide humanitaire.

## Liste des navires construits
| Pays              | Indicatif visuel nom | Mise sur cales | Mise à l'eau | Mise en service   | Base navale |
| ----------------- | -------------------- | -------------- | ------------ | ----------------- | ----------- |
| Marine nationale  | L9092 "Gloire"       |                |              | 24 novembre 2011  | Toulon      |
| Marine nationale  | L9093 "Patrie"       |                |              | 25 janvier 2012   | Toulon      |
| Marine nationale  | L9094 "Quimper"      |                |              | 20 avril 2012     | Toulon      |
| Marine nationale  | L9095 "Fierté"       |                |              | 26 novembre 2012  | Toulon      |
| Marine égyptienne | GN011 "Cléopâtre "   |                |              | 11 juillet 2013   | Alexandrie  |
| Marine égyptienne | AS021 "Ramsès II"    |                |              | 22 septembre 2013 | Alexandrie  |

## Développement similaire
- MV Westpac Express (HSV-4676)
- LCAC